# Dolní Žďár
Dolní Žďár (en allemand : Nieder Mühl) est une commune du district de Jindřichův Hradec, dans la région de Bohême-du-Sud, en Tchéquie. Sa population s'élevait à 154 habitants en 2020.

## Géographie
Dolní Žďár se trouve à 6 km au sud-sud-ouest du centre de Jindřichův Hradec, à 40 km à l'est-nord-est de České Budějovice et à 116 km au sud-sud-est de Prague.

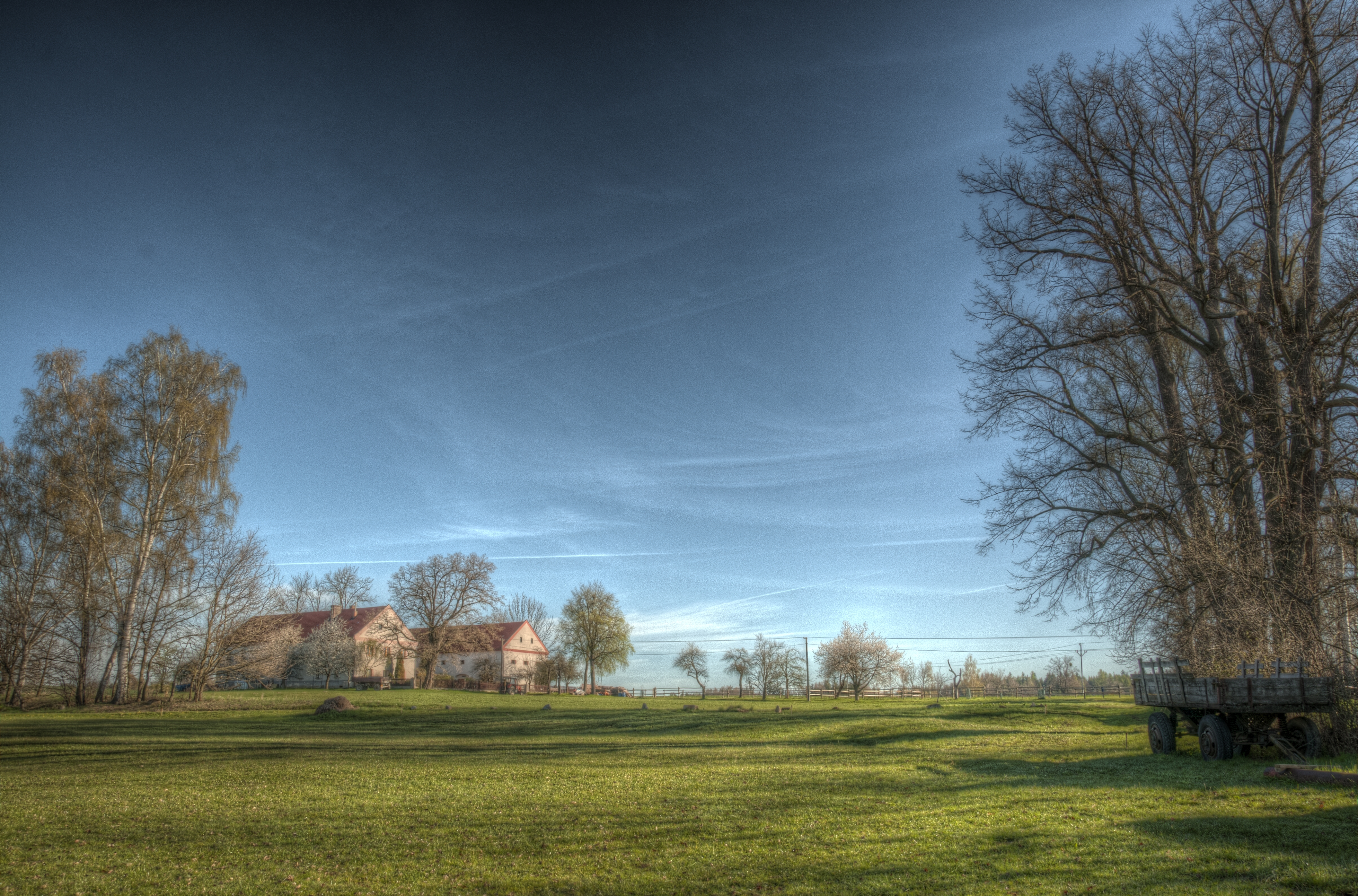
Dolní Žďár : prés.

La commune est limitée par Jindřichův Hradec au nord, par Horní Pěna à l'est, par Číměř et Lásenice au sud et par Vydří à l'ouest.

## Histoire
La première mention écrite du village date de 1211.

## Administration
La commune se compose de deux quartiers :
- Dolní Žďár u Lásenice
- Horní Lhota u Lásenice

## Source
- (cs) Cet article est partiellement ou en totalité issu de l’article de Wikipédia en tchèque intitulé « Dolní Žďár » (voir la liste des auteurs).